# 弗拉斯·丘巴尔

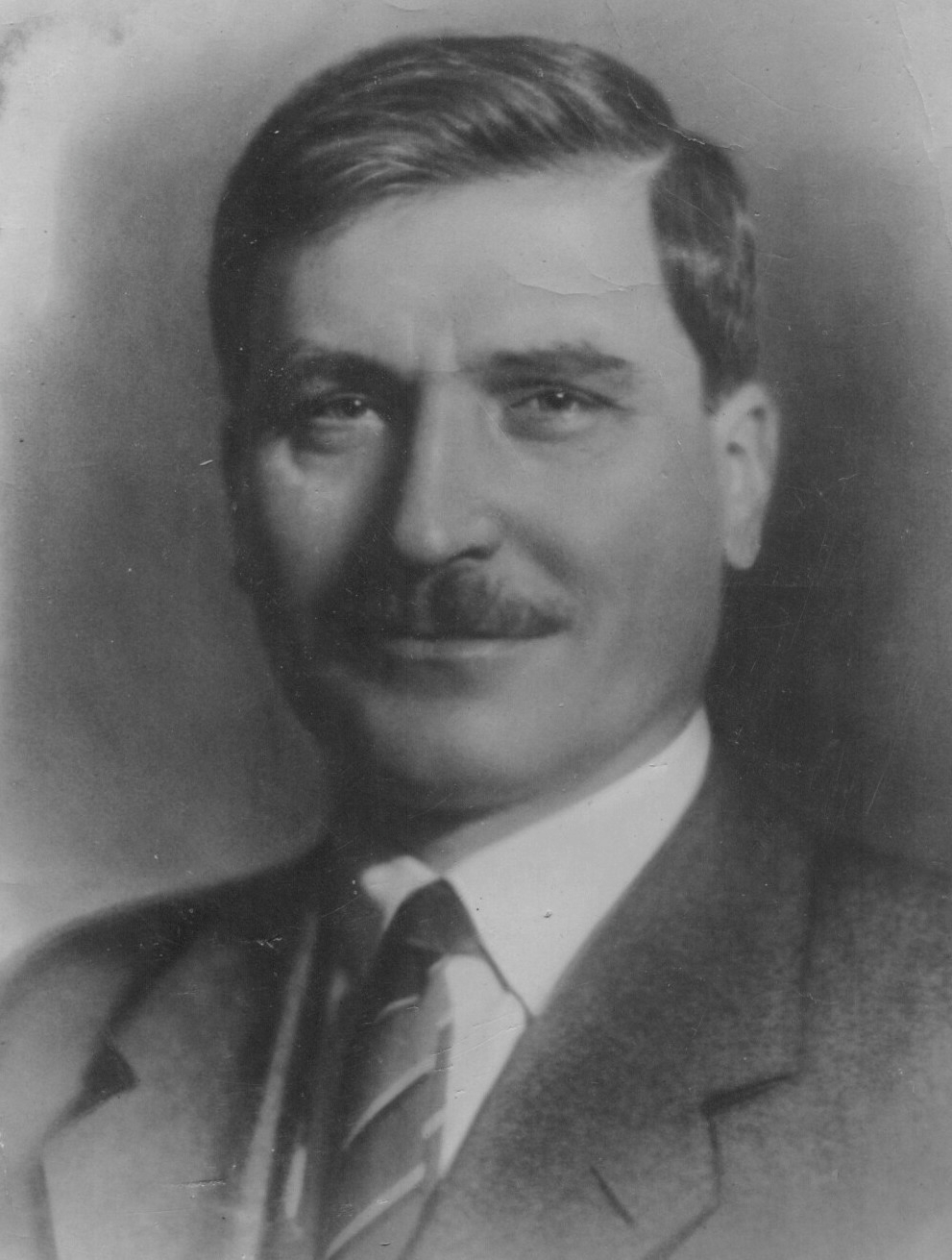
弗拉斯·丘巴尔

弗拉斯·雅科夫列维奇·丘巴尔（俄語：Влас Яковлевич Чубарь；1891年2月10日（22日）—1939年2月26日）乌克兰人，苏联党和国家领导人。

## 生平
1891年，生于叶卡捷琳诺斯拉夫省费多里夫卡的农民家庭。1905年，参加俄国国内革命。1907年，加入俄国社会民主工党。1911年，毕业于亚历山大罗夫工业学校。
1917年，二月革命爆发，后当选为彼得格勒工厂委员会理事会成员。十月革命期间被任命为彼得格勒炮兵总部委员、彼得格勒苏维埃工人监督委员会委员、彼得格勒纺织工厂委员会中央理事会成员。 1918年，任苏俄最高国民经济委员会主席团委员。兼任国家联合工程建筑工厂管理局主席。任国家国营机械制造厂联合公司经理、最高国民经济委员会五金工业总管理局局长。1920年，任苏维埃乌克兰最高国民经济委员会主席团主席。1921年，起任顿涅茨矿区煤炭工业总局局长。
1921年，为乌克兰共产党中央委员和中央政治局委员。1922年，任中央煤炭工业管理局主席。1923年，任苏维埃乌克兰人民委员会主席，1923年，兼任苏联人民委员会副主席。1926年，为俄共中央政治局候补委员。1934年，任苏联人民委员会和劳动国防委员会副主席。1935年，为俄共中央政治局委员。1937年，兼任苏联财政人民委员。
1938年，被捕入狱。被控是德国间谍。1939年，被判处死刑。1955年，苏联最高法院为其平反。7月苏共中央监察委员会恢复其党籍。